# العلاقات السورية اليونانية

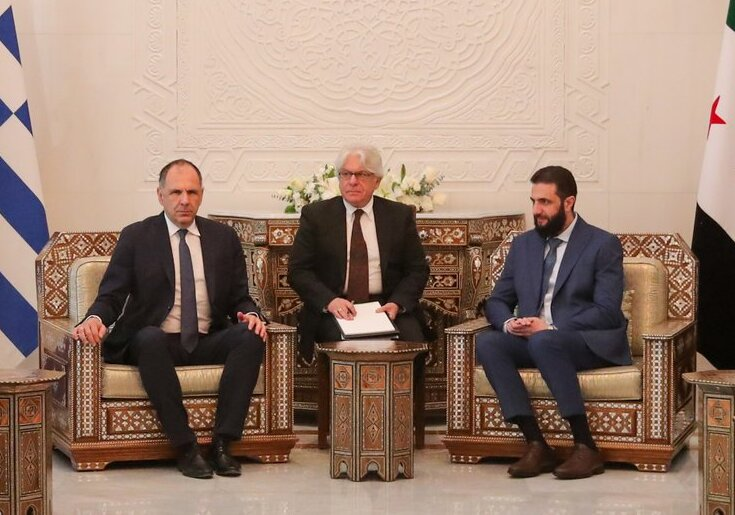
الرئيس السوري أحمد الشرع مع وزير الخارجية اليوناني جيورجوس جيرابتريتيس في فبراير (شباط) عام 2025

العلاقات السورية اليونانية من أكثر العلاقات بين سوريا ودول الاتحاد الأوروبي تماسكا لما للدولتين من مصالح مشتركة عديدة بينهما وعلاقات تاريخية وحضارية وجغرافية، تميزت بها منطقتهما.

## المصالح المشتركة ومواقف البلدين
ان وقوع اليونان في منطقة الشرق الأوسط، وقربها من سورية جغرافيا والتشابكات البشرية والثقافية والجغرافية والاقتصادية عبر العصور بين بلاد الإغريق وبلاد الشام، تتيح لليونان أن تعاين عن قرب حقيقة خيارات سورية، وتعرف ان مصالح سوريا مرتبطة بمصالح اليونان.وقد ساندت اليونان ,سوريا في كثير من المواقف منها، إقرار الحقوق الوطنية للشعب الفلسطيني، وأصرار أثينا على رفض منطق العزل والقطيعة الذي مارسته معظم الدول الأوروبية ضد سورية تحت ضغط إدارة جورج بوش, ورفضت برغم ضغوط كثيرة تعرضت لها من قبل الولايات المتحدة وبعض الدول الغربية، وعبرت في جميع المنتديات الأوروبية والأطلسية عن ثقتها العميقة بأن سورية دولة تعرضت للظلم من المجتمع الدولي وهي جزء من الحلول وليست جزءاً من المشكلة، وكانت أهم المواقف التي ساهمت فيها اليونان بالوقوف مع سوريا هو في الموقف اليوناني الحازم بمنع استعمال الموانئ اليونانية لشحن الأسلحة والذخائر الأمريكية لصالح الجيش الإسرائيلي في خريف عام 2009، وادانتها الحرب السرائيلية على غزة، ويومها أيضاً تعرضت اليونان لضغط أمريكي إسرائيلي، وتزامن الموقف الرسمي مع حملة شعبية لنصرة الشعب الفلسطيني شاركت فيها جميع التيارات السياسية المتنافسة في اليونان.

## التاريخ
تشير الدلائل والوثائق الأثرية والتاريخية أن العلاقات السورية- اليونانية قد انطلقت منذ الألف الثاني قبل الميلاد على وجه العموم وقد تجسدت تلك العلاقات بشكل كبير بين مدينتي أوغاريت السورية ومسينيا اليونانية. وكانت أوغاريت قد اكتشفت مصادفة عام 1929 على يد عالم الآثار الفرنسي كلود شيفر بعد حوالي نصف قرن من اكتشاف مسينيا على يد عالم الآثار الألماني هنري شليمان الذي اكتشفها عام 1876م. أسفرت الاكتشافات الأثرية في مسينيا عن مدينة قديمة فيها القصور والأحياء السكنية وشبكات الطرق والأسوار والبوابات والمقابر وقد احتوى هذا الموقع على أهم اسرار الحضارة اليونانية وفي اوغاريت أيضاً أسفرت أعمال التنقيب عن اكتشاف القصور والأ حياء المتفرقة والمعابد والمساكن والقبور والبوابات والجسور وكميات كبيرة من البقايا الأثرية كالرقم الفخارية التي بلغ عددها خمسة آلاف وهي مكتوبة بلغات قديمة أهمها الأوغاريتية والآكادية وقد ترجمت هذه النصوص إلى العربية بالايضافة إلى اكتشاف الرقم الفخاري الصغيرالذي يساوي حجمه إصبع اليد ومخطوط فوقه ثلاثون حرفا أوغاريتيا وهو الذي يعرف بالأبجدية الأوغاريتية التي اخترعها سوريون من أوغاريت. انتقلت هذه الأبجدية بفضل الملاحين السوريين والإغريق إلى بلاد اليونان. كما تشير الوثائق الأثرية أن للمسينيين جاليات في أوغاريت وبشكل خاص في مرفأها مينة البيضا الذي يحمل اسما يونانيا بالأساس هو (لوكوس ليمن) هذه الكلمة موجودة في قواميس البحارة اليونانيين وأطلقت على هذا الموقع نظرا لصخور رصيفه البيضاء. هذا الميناء كان شاهدا كبيرا على قيام أقدم العلاقات التجارية والثقافية بين البلدين وكان لدى اليونانيين فيه مجموعات كبيرة من التجار الذين يقومون إلى جانب تجار أوغاريت بعمليات الإشراف على التجارة البحرية استيرادا وتصديرا.

## اسباب تنامي العلاقات
- تعرض البلدين إلى الاستعمار والاحتلال مما جعل مواقفهما ضد الاحتلال واحدة.
- كان لتاريخ سوء العلاقات السورية التركية، حيث احتلت تركيا اراضي واسعة من سوريا أهما لواء اسكندرونة وبشأن القضية الكردية وحزب العمال الكردستاني، والعداوة التاريخية بين اليونان وتركيا بشأن القسطنطينية وقبرص وبطركية القستنطينية ومشكلة الحدود وغيرها جعل التقارب السوري اليوناني والتعاون المشترك هو مثل تحالف استراتيجي مهم لديهما.
- التقارب الجغرافي والإرث الحضاري المشترك بين البلدين المتمثل بسورياالقديمة وبلاد الإغريق والامبراطورية البيزنطية. وانتشار الثقافة واللغة اليونانية تاريخيا ( حيث ما زالت بعض الطقوس في بعض الكنائس في سوريا تقام باللغة اليونانية ) وفي سوريا والحضارة الفينيقية في اليونان.